# Districtul Az Zawiyah
Az Zawiyah este un district în Libia. Are 197.177 locuitori pe o suprafață de 1.520 km².